# Ressourcenuniversität
Ressourcenuniversitäten sind Hochschulen mit einem Wissenschaftsprofil ausgerichtet auf die nachhaltige Stoff- und Energiewirtschaft entlang der Wertschöpfungskette der Georohstoffe. Sie betreiben Lehre und Forschung für eine ökonomisch und ökologisch vertretbare sowie sozial verträgliche Nutzung und Sicherung natürlicher Ressourcen und dienen somit der Daseinsvorsorge.
Um die gesamte Prozesskette der Verarbeitung der natürlichen, insbesondere der mineralischen und fossilen, Rohstoffe von der Erkundung über die Gewinnung, Veredlung/Verarbeitung zum Endprodukt und das Recycling in Lehre und Forschung abzudecken, verfügen Ressourcenuniversitäten in der Regel über die Wissenschaftsgebiete Mathematik/Informatik, Naturwissenschaften, Ingenieurwissenschaften, Werkstoffwissenschaften und Wirtschaftswissenschaften/Rechtswissenschaften. Ein Spezifikum von Ressourcenuniversitäten ist Lehre und Forschung im unmittelbaren Kontakt zur Geosphäre, insbesondere im Bergbau. Hierzu verfügen sie über eigene Bergbauanlagen oder den freien Zugang zu diesen.
Die deutsche Ressourcenuniversität und gleichzeitig die weltweit älteste Hochschule dieser Art ist die Technische Universität Bergakademie Freiberg, die seit dem Jahr 2010 den Namenszusatz „Die Ressourcenuniversität. Seit 1765“ trägt.
Auf europäischer und globaler Ebene haben sich die Ressourcenuniversitäten in Organisationen wie der „International University of Resources“ und dem „World Forum of Universities of Resources on Sustainability“ zusammengeschlossen, um unter anderem in gemeinsamen rohstoffbezogenen Studiengängen auszubilden und sich über die Inhalte in der Lehre abzusprechen.

## Charakteristika
Das Profil der Ressourcenuniversität richtet die wissenschaftliche Lehre und Forschung im Bereich der nachhaltigen Stoff- und Energiewirtschaft entlang der Wertschöpfungskette der Georohstoffe aus. Das Ressourcenprofil ist in Teilen an Hochschulen mit einem originär montanwissenschaftlichen Profil zu finden, geht aber darüber hinaus: Der Fokus liegt auf der gesamten Wertschöpfungskette der Rohstoffe und umfasst damit den kompletten Umgang mit natürlichen Rohstoffen von der Erkundung über die Gewinnung, Aufbereitung und Veredelung beziehungsweise Verarbeitung bis zum Recycling. Um das Leitprinzip der Nachhaltigkeit beim Umgang mit dem System Erde zu implementieren, erweist sich der gesamtheitliche Ansatz als unverzichtbar. Innovationen sind daher überwiegend Teil geschlossener Innovationsketten entlang der Wertschöpfungskette von der Theorie bis zu technisch nahen Erprobung. Aufgrund ihres Profils kommt Ressourcenuniversitäten eine Schlüsselstellung bei der Rohstoffsicherung für die Wirtschaft zu.

## Wissenschaftsgebiete
Die Wissenschaftsgebiete einer Ressourcenuniversität orientieren sich an den Fächern, die nach der Gründung der Bergakademie Freiberg im Jahr 1765 angeboten wurden und nach heutigen Kategorien den Wissenschaftsgebieten Mathematik/Informatik, Naturwissenschaften, Ingenieurwissenschaften, Werkstoffwissenschaften und Wirtschaftswissenschaften/Rechtswissenschaften zuzuordnen sind.
Diese waren in der Folge Vorbild für die Gründung weiterer Hochschulen vor allem im Montanwesen (Nationale Universität für mineralische Ressourcen „Gorny“ St. Petersburg, Universität Akita, Technische Universität Clausthal, RWTH Aachen, Akademie für Bergbau und Hüttenwesen Krakau), die sich nunmehr als Ressourcenuniversitäten verstehen bzw. Ressourceninstitute gegründet haben. Im Allgemeinen umfasst das Studienangebot:
- Mathematik und Informatik
- Naturwissenschaften
  - Chemie und Physik
  - Geowissenschaften
- Ingenieurwissenschaften
  - Geotechnik und Bergbau
  - Hüttenwesen
  - Maschinenbau
  - Verfahrenstechnik
- Werkstoffwissenschaften
- Wirtschaftswissenschaften/Rechtswissenschaften

## Ressourcenuniversitäten

### Deutschland
In Deutschland bezeichnet sich die Technische Universität Bergakademie Freiberg als Ressourcenuniversität. Sie trägt seit 2010 den als Wortmarke geschützten Namenszusatz „Die Ressourcenuniversität. Seit 1765“ und will sich mit ihren vernetzten Profillinien Geo, Material, Energie und Umwelt als nationale und europaweit führende Ressourcenuniversität der nachhaltigen Stoff- und Energiewirtschaft etablieren. Der Wissenschaftsstandort Freiberg spielt sowohl in der Rohstoffstrategie der Bundesregierung als auch in der Rohstoffstrategie des Freistaates Sachsen eine zentrale Rolle. Das wurde mit der Einrichtung des Helmholtz-Instituts Freiberg für Ressourcentechnologien im Jahr 2011 unterstrichen. Weitere Universitäten in Deutschland mit starken bergbautechnischen und rohstoffbezogenen Fakultäten, die in Teilen die Rohstoff-Wertschöpfungskette in der wissenschaftlichen Lehre abdecken, sind die Technische Universität Clausthal und die RWTH Aachen.

### Russland
In Russland trägt die im Jahr 1773 gegründete Bergbau-Universität St. Petersburg seit dem Jahr 2012 den Namen Nationale Universität für mineralische Ressourcen „Gorny“. Als führende Ressourcenuniversität Russlands gründete sie im Jahr 2006 zusammen mit der TU Bergakademie Freiberg das Deutsch-Russische-Rohstoff-Forum.

### Europa
In der „International University of Resources“ (IUR) sind neben der deutschen TU Bergakademie Freiberg die Nationale Bergbau-Universität Dnipropetrowsk (Ukraine), die Nationale Universität für mineralische Ressourcen „Gorny“ St. Petersburg (Russland), die Montanuniversität Leoben (Österreich) und die Akademie für Bergbau und Hüttenwesen Krakau (Polen) zusammengeschlossen. Ziel der IUR ist es, Forschungsprojekte und Ausbildungsangebote zur Versorgung der Gesellschaft mit Rohstoffen, Energie und Wasser abzustimmen.

### Weltweit
Ressourcenuniversitäten aus aller Welt kooperieren im „World Forum of Universities of Resources on Sustainability“ (Weltforum der Ressourcenuniversitäten für Nachhaltigkeit), um das Prinzip der nachhaltigen Entwicklung entlang der gesamten Wertschöpfungskette von Rohstoffen in Forschung und Ausbildung zu implementieren. Das Weltforum wurde im Juni 2012 in Freiberg gegründet. Ihm gehören über 90 Hochschulen aus über 50 Ländern an. Im November 2013 kam das Weltforum zu seiner ersten Konferenz im norwegischen Trondheim zusammen.